# Taukolampi
Toukolampi eller Taukolampi är en sjö i Finland. Den ligger i kommunen Kittilä i landskapet Lappland, i den norra delen av landet, 800 km norr om huvudstaden Helsingfors. Toukolampi ligger 227,5 meter över havet. Arean är 7,8 hektar och strandlinjen är 1,09 kilometer lång. Sjön  ingår i Kemi älvs huvudavrinningsområde. 